# Violences anti-bamiléké de 1992 à Ebolowa
| \| Ebolowa au Cameroun · Ebolowa \| Ebolowa au Cameroun |
| Ebolowa au Cameroun · Ebolowa                           |

Les Violences anti-bamiléké de 1992 à Ebolowa est un épisode de violences - casses, pillages, incendies - à l'arme blanche et de haine tribale contre les Bamiléké qui s'est déroulé en 1992 à Ebolowa, dans le sud du Cameroun.
Il s'inscrit dans un contexte plus généralisé d'actes de haine et tribalisme anti-bamiléké au Cameroun.

## Contexte
1992 est une année électorale au Cameroun. De nombreux commerces des villes du sud Cameroun (Ebolowa, Sangmélima, Akonolinga, Mbalmayo) sont la propriété de ressortissants de l'ouest et du nord Cameroun. Le sud vote majoritairement Paul Biya tandis que l'Ouest Cameroun, et le nord ouest votent John Fru Ndi. Les ressortissants de l'ouest sont accusés de vouloir l'éviction de Paul Biya.
Auparavant, un gang attente à la vie de Hameni Bieleu et perturbe le meeting de son parti organisé dans la ville d'Ebolowa, dans le cadre de la campagne en vue de l’élection présidentielle de 1992.

## Déroulement
Au lendemain des élections du 11 octobre 1992, des autochtones Bulu s'en prennent à des Bamilékés et autres ressortissants des grassfields, pillent leurs commerces et brulent leurs domiciles. Des actes de violences et de nombreuses pertes sont enregistrés dans les boutiques saccagées à Ebolowa, Sangmelima et Akonolinga.

## Réactions
Certaines presses accusent les émeutiers d'être manipulés par le pouvoir.
Le journal Le Messager no 282 du 26 Octobre 1992 en page 10 cite 4 villes du sud sujettes à des émeutes.
Pius Njawé, dans l'éditorial "à la croisée des machettes" en 2008 écrit : « ..., à l’occasion de l’élection présidentielle de 1992, commença à Ebolowa la chasse aux « allogènes ». Armés de machettes et autres armes blanches, les populations autochtones entreprirent de casser, de piller et d’incendier les biens des « Anglos-bamis » soupçonnés d’intelligence avec le SDF de Ni John Fru Ndi et l’Union pour le changement, qui avaient proclamé le leader charismatique vainqueur de ladite élection présidentielle devant Biya. Le mouvement s’intensifia, contraignant certains membres des communautés grassfields de la région à plier bagages, et touchant même certains quartiers périphériques de Yaoundé. Un illustre ministre de la République monta alors au créneau et déclara à la Crtv [Ndlr ... la radio télévision d'état] que le gouvernement encourageait les citoyens de Yaoundé de s’armer de machettes pour parer à d’éventuelles attaques, ajoutant même que jamais le marché de la machette ne s’était bien porté que depuis que cet appel avait été lancé. Faut-il le rappeler, cette dérive faisait suite à un autre appel insistant lancé et réitéré chaque matin sur les ondes de Radio Centre, la station provinciale de la Crtv, invitant les populations à barrer la voie aux « étrangers » qui voulaient les spolier de leur « pouvoir ». Une véritable « radio mille collines » à la camerounaise, en fait ! ».